# Przygody Misia Paddingtona
Przygody Misia Paddingtona, (ang. The Adventures of Paddington Bear, 1997–2001) – kanadyjsko-francuski serial animowany dla dzieci oparty na książkach autorstwa Michaela Bonda.

## Bohaterowie
- Miś Paddington
- Pan Curry
- Ciocia  Lucy
- Pani Brown
- Pan Brown
- Pan Gruber
- Jonathan (syn państwa Brown)
- Judyta (córka państwa Brown)
- Pani Bird

## Wersja polska
Wersja polska: Telewizyjne Studia Dźwięku w Warszawie

Reżyseria: Dorota Kawęcka

Dialogi: Dorota Dziadkiewicz-Brewińska

Teksty piosenek: Filip Łobodziński

Opracowanie muzyczne: Eugeniusz Majchrzak

Dźwięk: Wiesław Jurgała

Montaż: Danuta Rajewska

Kierownictwo produkcji: Ewa Darczyńska

Udział wzięli:
- Marian Opania
- Andrzej Gawroński
- Ryszard Nawrocki
- Marek Frąckowiak
- Stanisław Brudny
- Eugeniusz Robaczewski
- Joanna Ładyńska
- Mirosław Jękot
- Jerzy Mazur
- Rafał Żabiński

## Spis odcinków
| Nr             | Polski tytuł                         | Angielski tytuł                    |
| -------------- | ------------------------------------ | ---------------------------------- |
|                |                                      |                                    |
| SERIA PIERWSZA |                                      |                                    |
|                |                                      |                                    |
| 01             | Wizyta w szpitalu                    | A Visit to the Hospital            |
| 01             | Paddington kolarzem                  | Paddington Takes to the Road       |
| 01             | Ostatni taniec                       | The Last Dance                     |
|                |                                      |                                    |
| 02             | Paddington w metrze                  | Paddington Goes Under Ground       |
| 02             | Paddington w szkole sumo             | Paddington in the Ring             |
| 02             | Pan Curry czerwienieje z zazdrości   | Mr. Curry Lets Off Steam           |
|                |                                      |                                    |
| 03             | Wizyta w banku                       | A Visit to the Bank                |
| 03             | Paddington łowi ryby                 | A Spot of Fishing                  |
| 03             | Tydzień pracy                        | Bear's Job Week                    |
|                |                                      |                                    |
| 04             | Paddington i rezydencja              | Paddington and the Stately Home    |
| 04             | Niezwykły opal                       | The Opal of My Eye                 |
| 04             | Niełatwo być fryzjerem               | Too Much off the Top               |
|                |                                      |                                    |
| 05             | Przygoda na plaży                    | Adventure at the Seaside           |
| 05             | Paddington i piramida                | Paddington and the Pyramid Selling |
| 05             | Nowe patio                           | The Finishing Touch                |
|                |                                      |                                    |
| 06             | Paddington detektywem                | Paddington Turns Detective         |
| 06             | Zobaczyć znaczy uwierzyć             | Seeing Is Believing                |
| 06             | Wizyta w teatrze                     | A Visit to the Theatre             |
|                |                                      |                                    |
| 07             | Paddington za kierownicą             | Paddington at the Wheel            |
| 07             | Jak się masz Paddingtonie?           | Howdy, Paddington?                 |
| 07             | Wyprawa po zakupy                    | Paddington Goes Shopping           |
|                |                                      |                                    |
| 08             | Układanka Paddingtona                | Paddington Puzzle                  |
| 08             | Paddington w Kanadzie                | Bonhomme Paddington                |
| 08             | Szukajcie a znajdziecie              | Everything Comes to those Who Wait |
|                |                                      |                                    |
| 09             | Paddington gra w golfa               | Paddington Hits Out                |
| 09             | Paddington strażnikiem przyrody      | Ranger Paddington                  |
| 09             | Paddington dostaje podwyżkę          | Paddington Gets a Raise            |
|                |                                      |                                    |
| 10             | Paddington sprząta                   | Paddington Cleans Up               |
| 10             | Paddington na wyścigach              | Riding High                        |
| 10             | Paddington w restauracji             | Paddington Dines Out               |
|                |                                      |                                    |
| 11             | Paddington poprawia formę            | Paddington Keeps Fit               |
| 11             | Paddington jedzie do Waszyngtonu     | Paddington Goes to Washington      |
| 11             | Kłopoty w pralni                     | Trouble at the Laundrette          |
|                |                                      |                                    |
| 12             | Paddington prowadzi śledztwo         | The Case of the Doubtful Dummy     |
| 12             | Najwspanialszy miś na świecie        | The Greatest Paddington on Earth   |
| 12             | Paddington w sądzie                  | Paddington Goes to Court           |
|                |                                      |                                    |
| 13             | Paddington szuka skarbu              | The Treasure Hunt                  |
| 13             | Paddington w Hollywood               | Paddington Goes to Hollywood       |
| 13             | Tajemnicza wyprawa pana Grubera      | Mr. Gruber’s Mystery Tour          |
|                |                                      |                                    |
| 14             | Sztuczka ze znikaniem                | A Disappearing Trick               |
| 14             | Paddington gra w krykieta            | Paddington Saves the Day           |
| 14             | Paddington idzie do szkoły           | Paddington Goes to School          |
|                |                                      |                                    |
| 15             | Paddington maluje                    | Old Master Paddington              |
| 15             | Monsieur le Miś                      | Paddington and the Pardon          |
| 15             | Piknik na rzece                      | A Picnic on the River              |
|                |                                      |                                    |
| 16             | Pamiętny dzień                       | A Day to Remember                  |
| 16             | Paddington jedzie do Hiszpanii       | Paddington in Spain                |
| 16             | Bardzo nietypowa uroczystość         | A Most Unusual Ceremony            |
|                |                                      |                                    |
| 17             | Paddington w balecie                 | Paddington Steps Out               |
| 17             | Przygotowania Paddingtona            | Paddington Prepares                |
| 17             | Paddington poleca                    | Paddington Recommended             |
|                |                                      |                                    |
| 18             | Wizyta u dentysty                    | Paddington Goes to the Dentist     |
| 18             | Paddington i dinozaury               | Paddington Dinosaurs               |
| 18             | Pierwszy lot Paddingtona             | Paddington’s First Flight          |
|                |                                      |                                    |
| 19             | Paddington zakłóca spokój            | Paddington Breaks the Peace        |
| 19             | Paddington austronautą               | Paddington Takes Off               |
| 19             | Kłopoty pod numerem 32               | Trouble at Number Thirty-Two       |
|                |                                      |                                    |
| 20             | Paddington I dziura w ścianie        | Paddington in a Hole               |
| 20             | Paddington na Galapagos              | Paddington in the Galapagos        |
| 20             | Paddington się targuje               | Paddington Strikes a Bargain       |
|                |                                      |                                    |
| 21             | Pantomima                            | Pantomime Time                     |
| 21             | Paddington na Alasce                 | Paddington in Alaska               |
| 21             | Paddington krawcem                   | A Stitch in Time                   |
|                |                                      |                                    |
| 22             | Nagłe ochłodzenie                    | Paddington and the Cold Snap       |
| 22             | Paddington i Yeti                    | Paddington and the Yeti            |
| 22             | Paddington zdobywa główną nagrodę    | Paddington Hits the Jackpot        |
|                |                                      |                                    |
| 23             | Wiosenne porządki                    | Paddington Makes a Clean Sweep     |
| 23             | Znicz olimpijski                     | Paddington at the Olympics         |
| 23             | Zrób to sam                          | Paddington and “Do It Yourself”    |
|                |                                      |                                    |
| 24             | Same kłopoty                         | In and Out of Trouble              |
| 24             | Sir Paddington                       | Sir Paddington                     |
| 24             | Remont                               | A Spot of Decorating               |
|                |                                      |                                    |
| 25             | Drużyna z Peru                       | Paddington in Touch                |
| 25             | Paddington nad morzem Martwym        | Paddington and the Dead Sea        |
| 25             | Prezent dla pana Browna              | Goings on at Number Thirty-Two     |
|                |                                      |                                    |
| 26             | Paddington gotuje                    | A Sticky Time                      |
| 26             | Szeregowy Paddington                 | Corporal Paddington                |
| 26             | Paddington kupuje akcje              | Paddington Buys a Share            |
|                |                                      |                                    |
| 27             |                                      | Paddington Takes a Cut             |
| 27             | Anchors Away                         |                                    |
| 27             | Paddington Passes Through            |                                    |
|                |                                      |                                    |
| 28             |                                      | What’s Going on at Number 32       |
| 28             | Paddington at the Stone Garden       |                                    |
| 28             | Trouble in the Bargain Basement      |                                    |
|                |                                      |                                    |
| 29             |                                      | Paddington Clocks Tu               |
| 29             | Paddington Goes Swiss                |                                    |
| 29             | A Day by the Sea                     |                                    |
|                |                                      |                                    |
| 30             |                                      | House-Training                     |
| 30             | Dare Devil Bear                      |                                    |
| 30             | Paddington the Rock Star             |                                    |
|                |                                      |                                    |
| 31             |                                      | The Amazing Paddington             |
| 31             | Pirates                              |                                    |
| 31             | Paddington the Host                  |                                    |
|                |                                      |                                    |
| 32             |                                      | The Great Escape                   |
| 32             | The Paddington Files                 |                                    |
| 32             | Paddington the Surveyor              |                                    |
|                |                                      |                                    |
| 33             |                                      | Mr. Curry’s Birthday Bash          |
| 33             | Paddington and the Loch Ness Monster |                                    |
| 33             | Copybear                             |                                    |
|                |                                      |                                    |
| 34             |                                      | Paddington Gets his Money’s Worth  |
| 34             | Drive Bear Drive                     |                                    |
| 34             | Paddington Delivers the Goods        |                                    |
|                |                                      |                                    |
| 35             |                                      | Paddington the Tour Guide          |
| 35             | The Royal Tour                       |                                    |
| 35             | Superstitious Paddington             |                                    |
|                |                                      |                                    |
| 36             |                                      | April Fools                        |
| 36             | Gold Rush Paddington                 |                                    |
| 36             | Paddington Calls the Shots           |                                    |
|                |                                      |                                    |
| 37             |                                      | The Spy Who Loved Marmalade        |
| 37             | Paddington at Wimbledon              |                                    |
| 37             | Paddington in the Park               |                                    |
|                |                                      |                                    |
| 38             |                                      | One Bear’s Treasure                |
| 38             | A Bear of Style                      |                                    |
| 38             | A Night at the Opera                 |                                    |
|                |                                      |                                    |
| 39             |                                      | Paddington the Babysitter          |
| 39             | Paddington on the Orient Express     |                                    |
| 39             | Paddington and the Frog of Doom      |                                    |
|                |                                      |                                    |